# Chó con

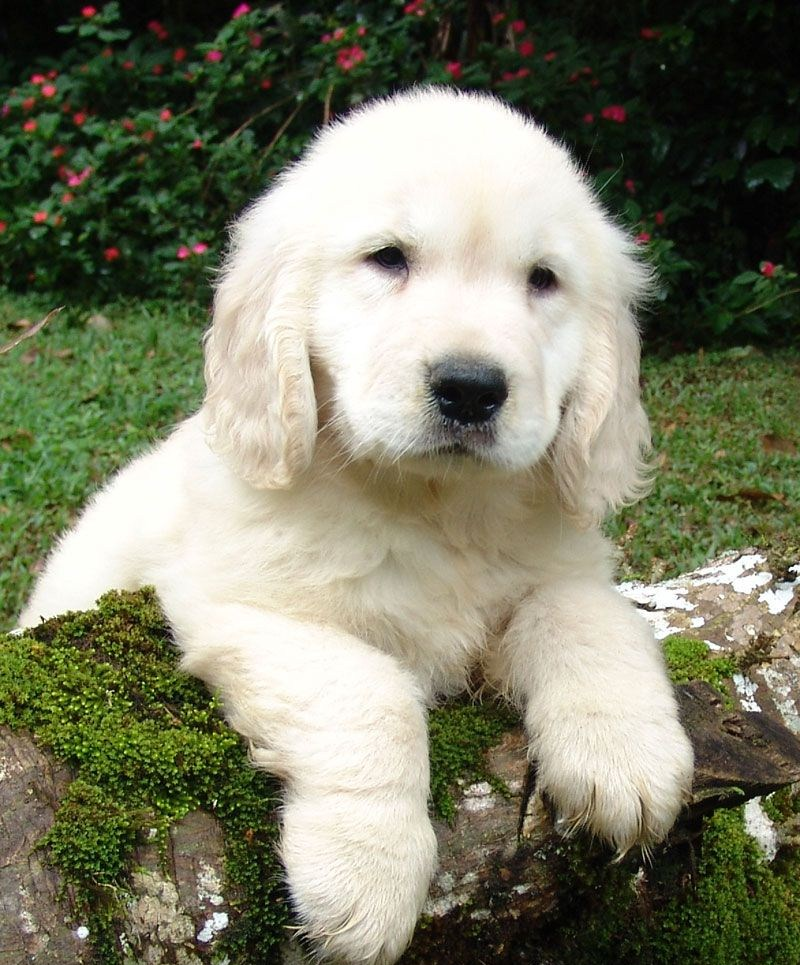
Chó con Golden Retriever

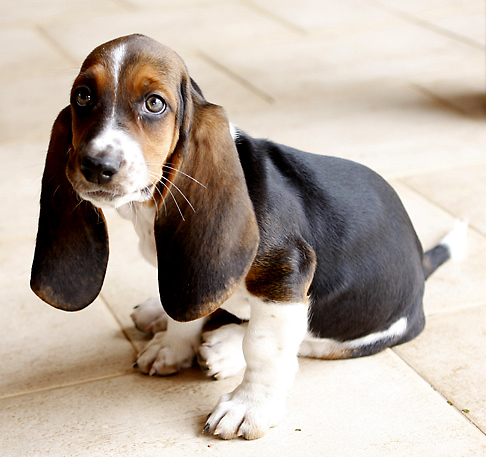
Chó săn Basset con

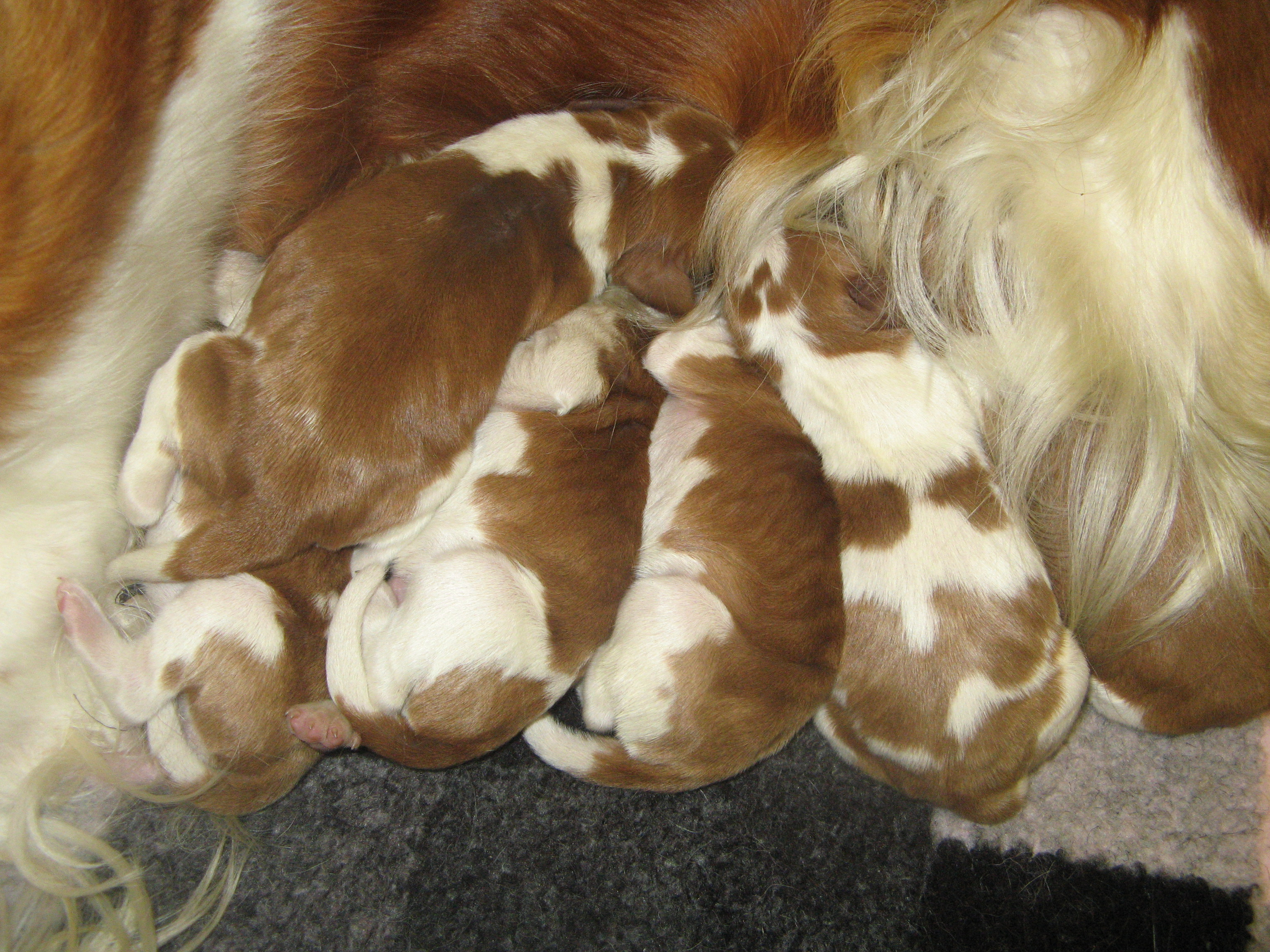
Chó sơ sinh Springer Spaniel Wales

Chó con hay cún là một con chó ở trong giai đoạn vị thành niên. Chó con thường nặng từ 1 đến 1,5 kg, trong khi những con chó lớn hơn có thể nặng tới 7 kg. Tất cả những con chó con khỏe mạnh phát triển nhanh chóng sau khi sinh. Màu lông của chó con có thể thay đổi khi nó lớn lên, như thường thấy ở các giống chó như Yorkshire Terrier. Thuật ngữ "puppy" trong tiếng Anh đặc biệt chỉ những con chó nhỏ, trong khi 'pup' có thể được sử dụng cho các động vật khác như hải cẩu, hươu cao cổ, lợn guinea, chuột hoặc cá mập.

## Phát triển
Sinh ra sau trung bình 60 ngày mang thai, chó con đẻ ra cùng một màng ối, sau đó chó mẹ xử lí màng ối này bằng cách dùng răng xé ra và ăn lại, những con chó con cần được bú sữa mẹ ngay lập tức. Nếu trong một lứa đẻ vượt quá sáu con, sự chăm sóc từ con người là cần thiết để đảm bảo rằng tất cả những con chó con đều được nuôi dưỡng khỏe mạnh. Chó con dần dần cai sữa và bắt đầu tập ăn thức ăn đặc sau một tháng tuổi, chó mẹ có thể cho chúng ăn một số thức ăn rắn hoặc bón cho chúng ăn.
Khi mới sinh ra, chó con dành phần lớn thời gian để ngủ. Theo bản năng, chúng nằm đè lên nhau và khó sống nếu như bị tách khỏi nhau dù chỉ ở một khoảng cách ngắn.
Chó con được sinh ra với khứu giác đầy đủ chức năng nhưng chưa mở mắt. Trong hai tuần đầu tiên, các giác quan của chó phát triển nhanh chóng. Mũi là cơ quan cảm giác chính được sử dụng để tìm mẹ và xác định vị trí trong giai đoạn này. Chó con mở mắt khoảng 9 đến 11 ngày sau sinh. Lúc đầu, chúng có thị lực kém và võng mạc kém phát triển, chó con không thể nhìn rõ như chó trưởng thành. Tai của chó con cũng không thể nghe trong khoảng mười ba đến mười bảy ngày sau khi sinh, sau giai đoạn này chúng dần phản ứng tích cực hơn với âm thanh. Từ hai đến bốn tuần tuổi, chó con bắt đầu tập gầm gừ, cắn, vẫy đuôi và sủa.
Chó con phát triển rất nhanh trong ba tháng đầu tiên, đặc biệt là sau khi sử dụng được mắt và tai, chúng không còn phụ thuộc hoàn toàn vào mẹ. Khả năng phối hợp và sức mạnh của chó được cải thiện, chó bắt đầu cắn nhau với anh chị em cùng lứa và khám phá thế giới bên ngoài ổ đẻ.

## Tương tác
Chó là động vật có tính xã hội cao và dành phần lớn thời gian không ngủ để tương tác với mẹ hoặc anh chị em cùng lứa. Khi chó con được tương tác với người, đặc biệt là trong độ tuổi từ tám đến mười hai tuần, chúng phát triển các kỹ năng xã hội xung quanh con người. Những con chó không thường xuyên tương tác với con người trong giai đoạn này có thể thể hiện hành vi xa lánh và sợ hãi con người hoặc những con chó khác khi trưởng thành. Thời gian tối ưu để tiếp xúc với con người là từ tám đến mười hai tuần; những người huấn luyện động vật chuyên nghiệp và Câu lạc bộ Chó cảnh Hoa Kỳ khuyến cáo nên cho chó con tiếp xúc với người từ tuần thứ 12 tuần.

## Cắt đuôi chó
Cắt đuôi cho chó ban đầu được sử dụng như một biện pháp phòng ngừa chấn thương, ngày nay hầu như được thực hiện vì lý do thẩm mỹ, một số giống chó truyền thống hay bị cắt đuôi một phần hoặc cắt cụt hoàn toàn. Nhiều quốc gia hiện đã cấm cắt đuôi chó để phục vụ cho mục đích thẩm mỹ, bao gồm Úc, một phần Canada, phần lớn các nước châu Âu (Áo, Hy Lạp, Phần Lan, Hà Lan, Ý, Cộng hòa Séc, Thổ Nhĩ Kỳ, Ba Lan, Slovakia, Anh, Scotland, Slovenia, Ireland, Na Uy và Thụy Điển). Quy trình cắt đuôi chó thường được bác sĩ thú y hoặc người nuôi chó có kinh nghiệm thực hiện trong vài ngày đầu chó mẹ sinh. 

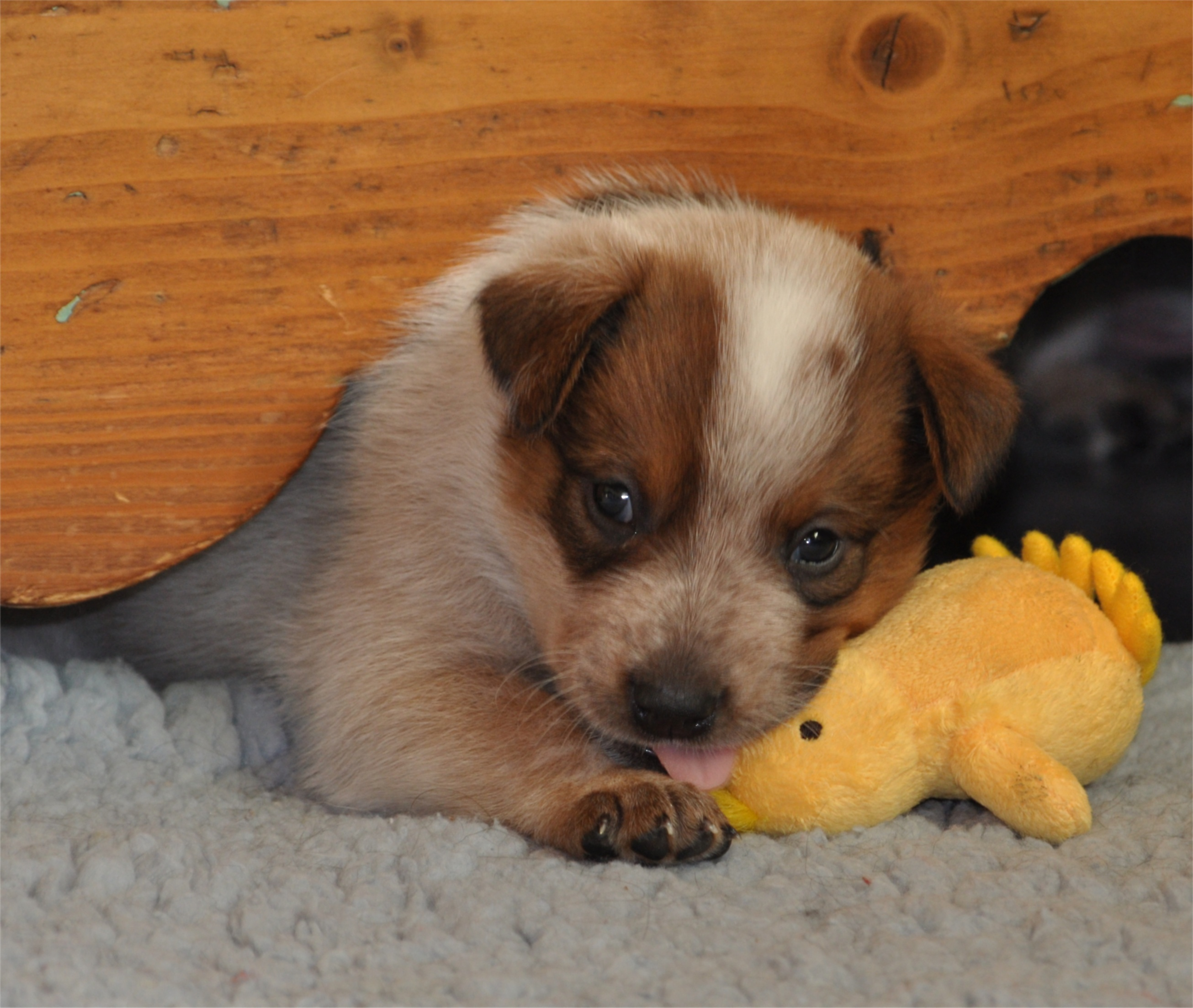
Chó con chó Úc
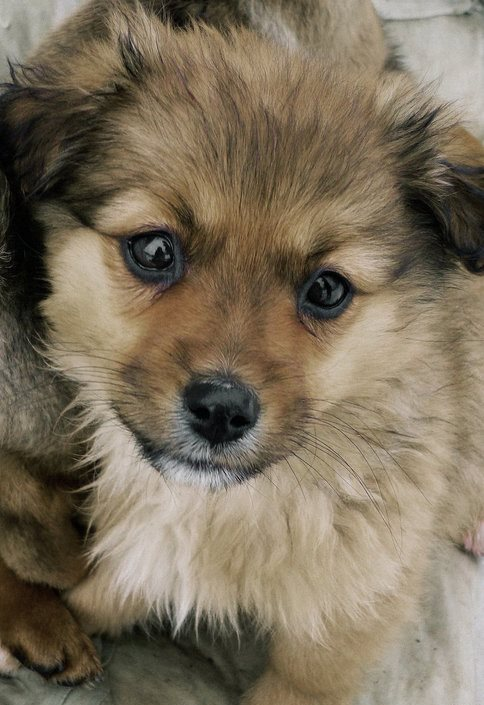
Một con chó con
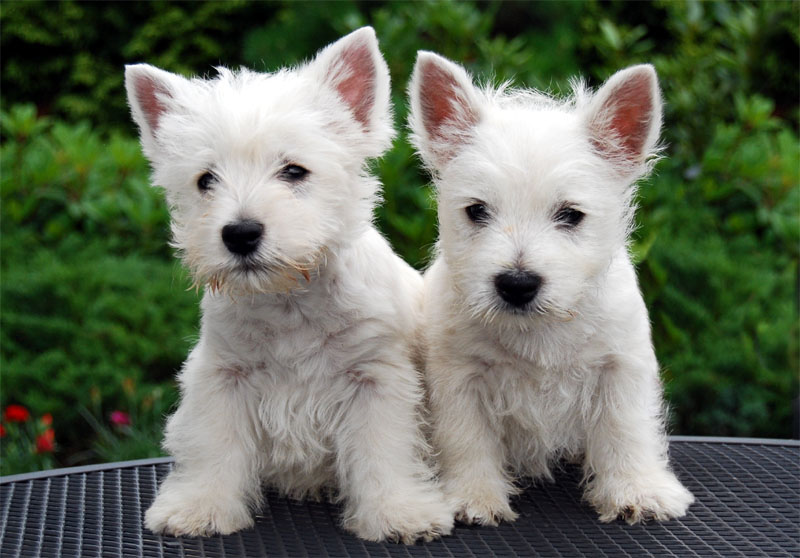
Chó con Westie
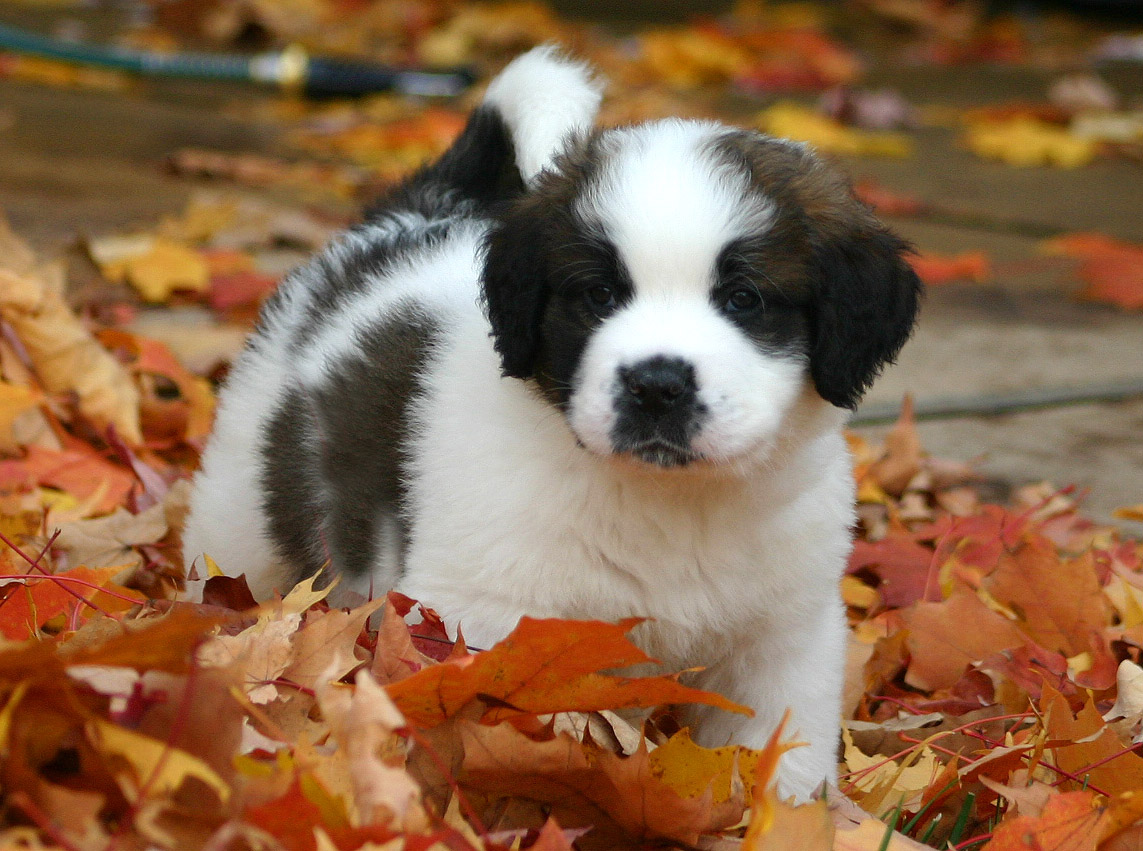
Chó con St Bernard
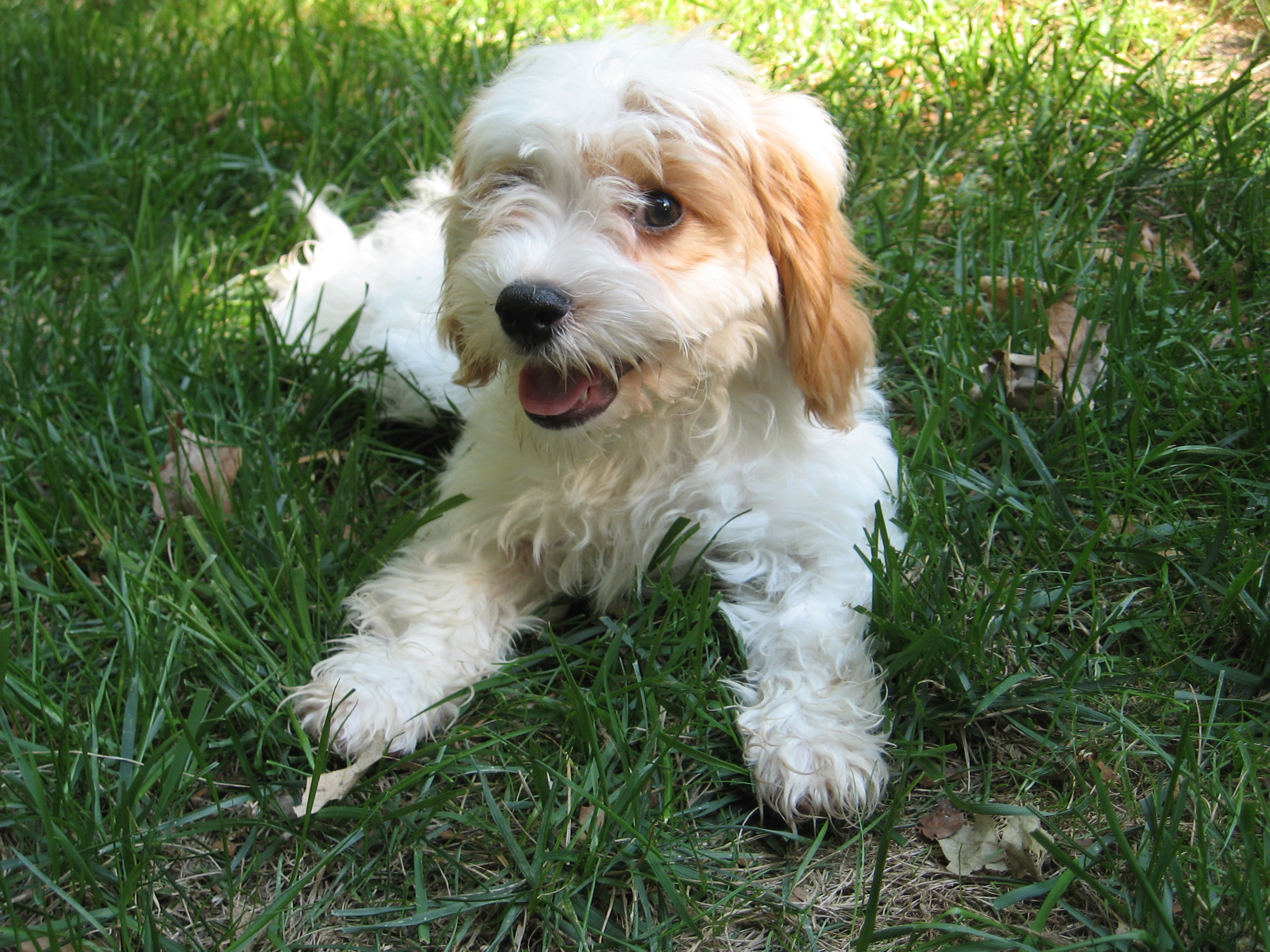
Chó con Cavapoo
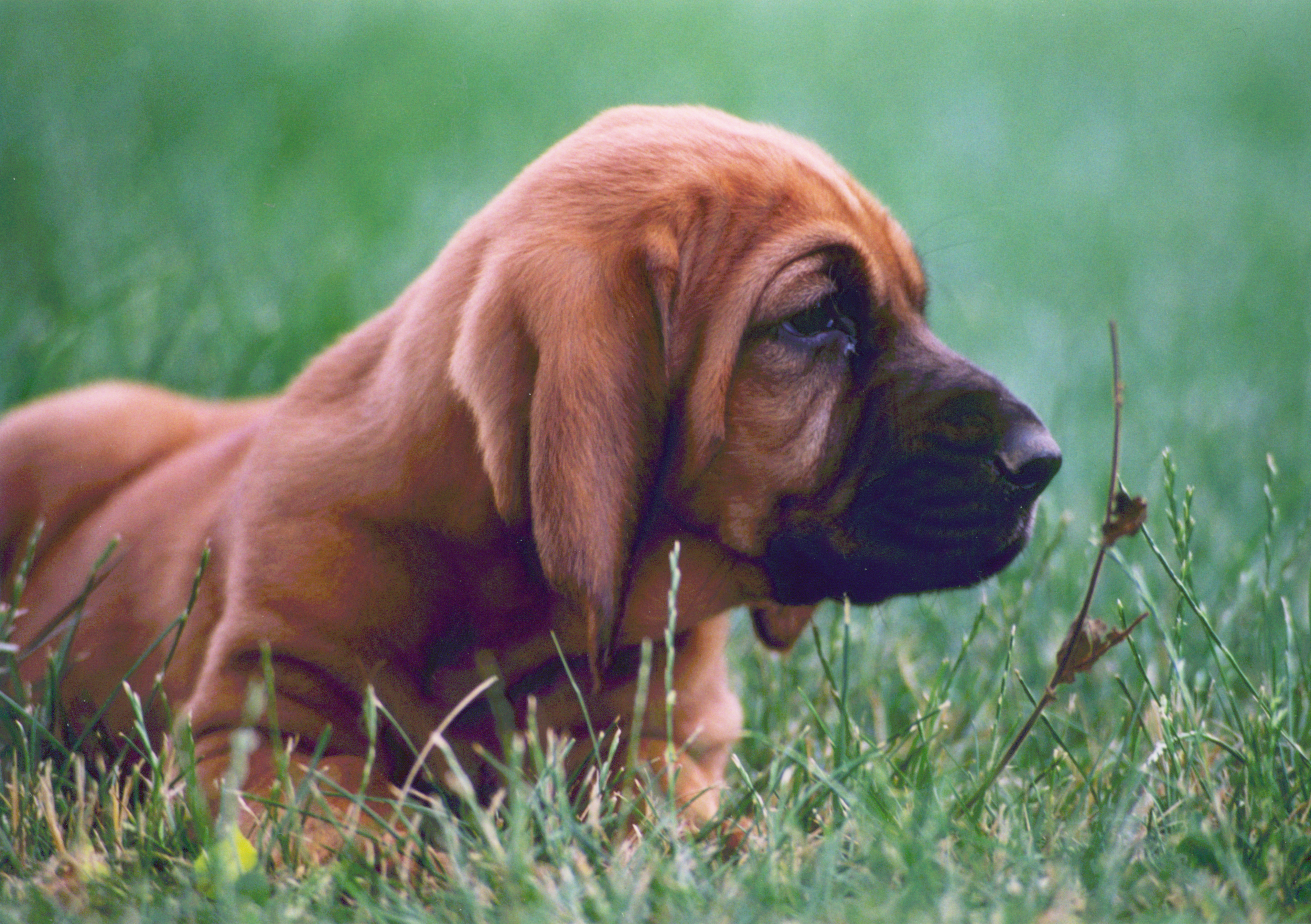
Chó con
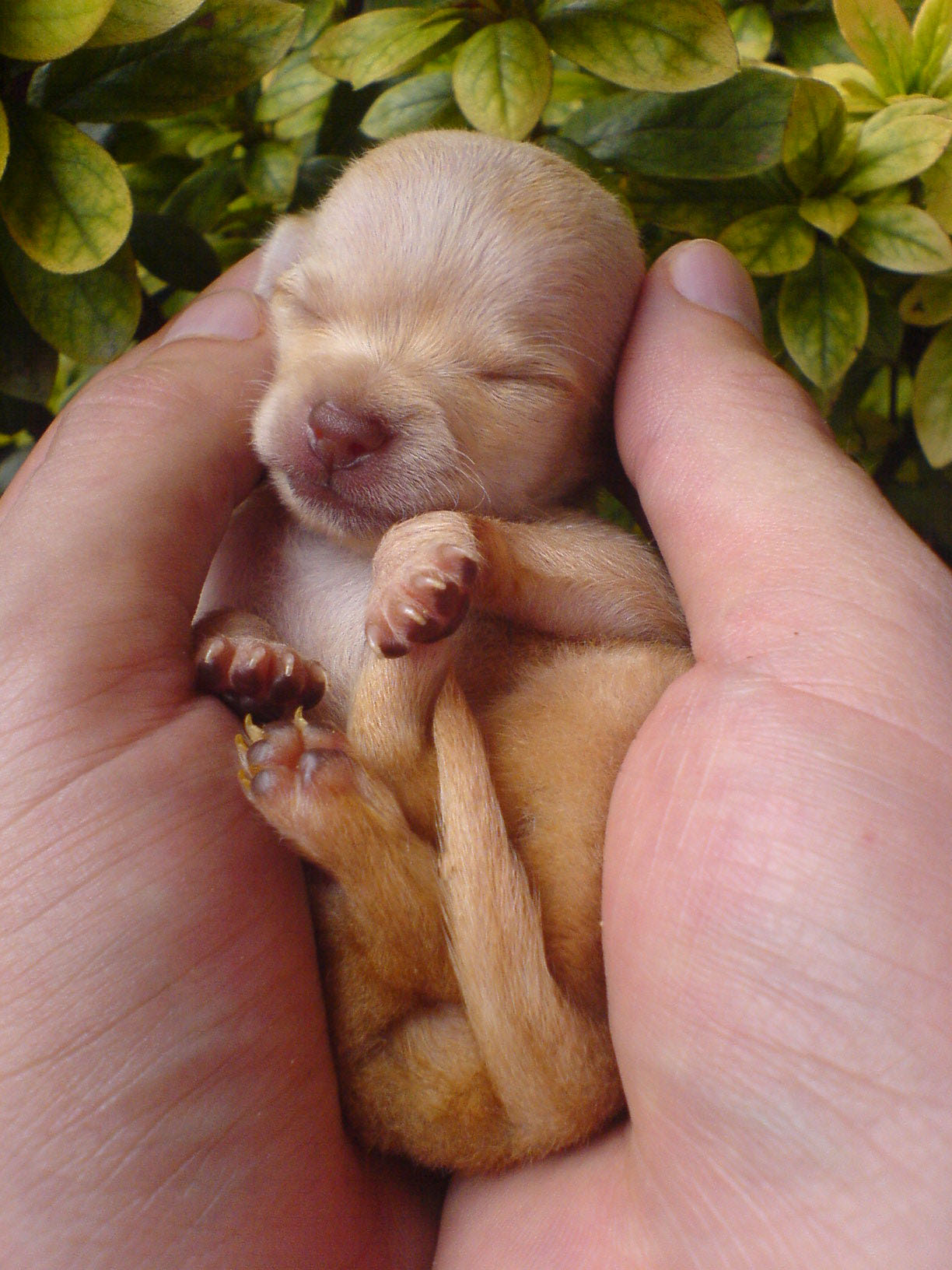
Chó con Chihuahua
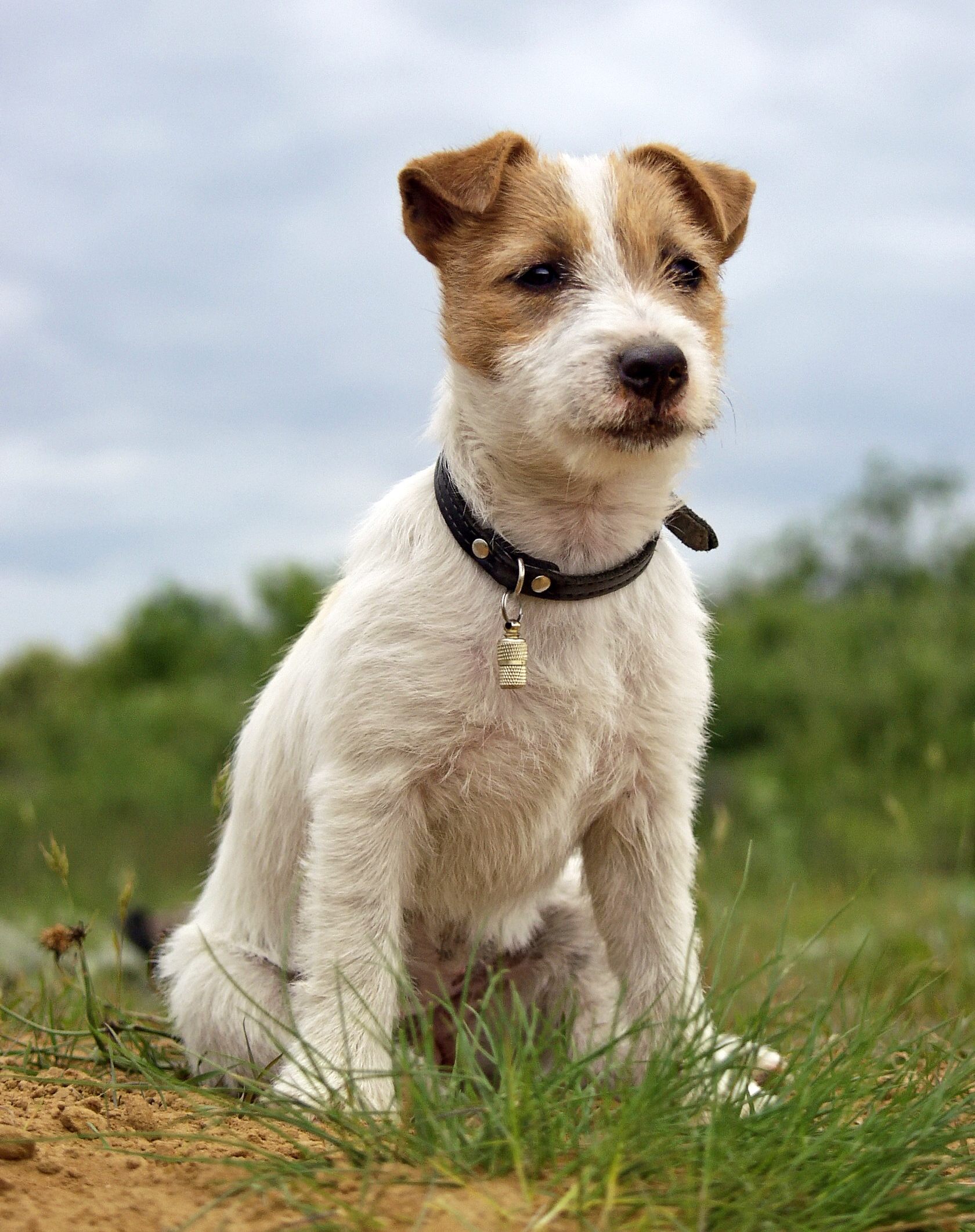
Chó con Jack Russell Terrier
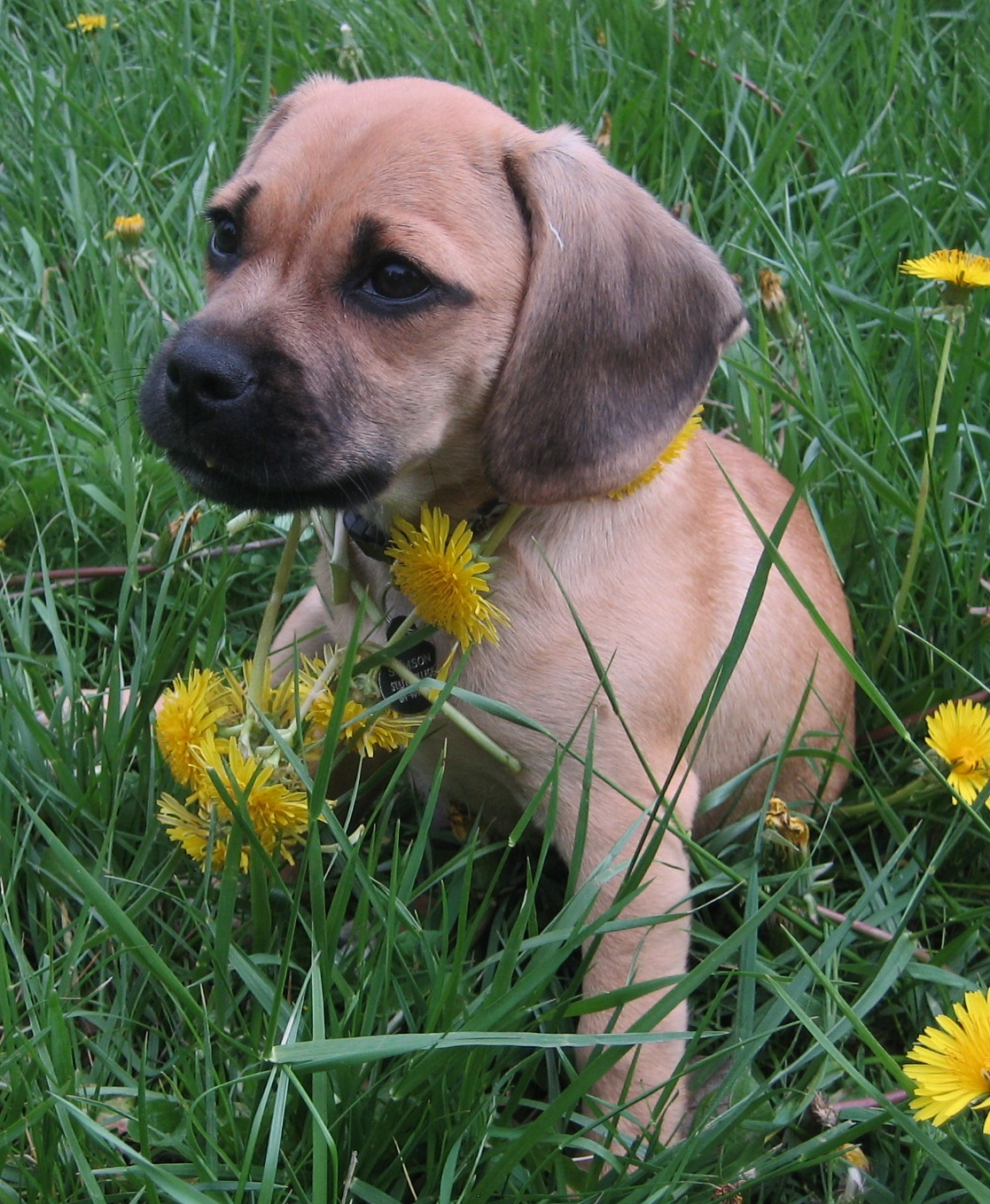
Chó con
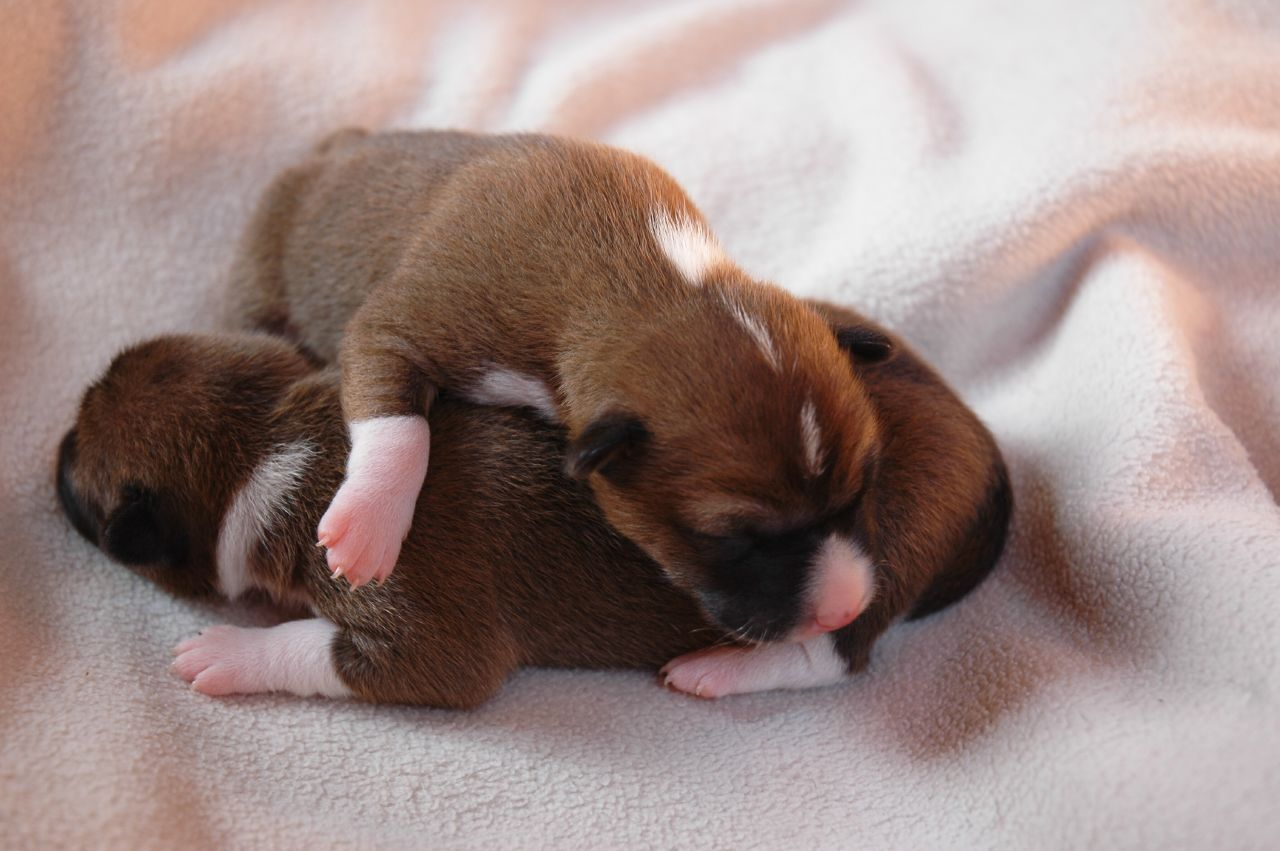
Chó con Basenji sơ sinh
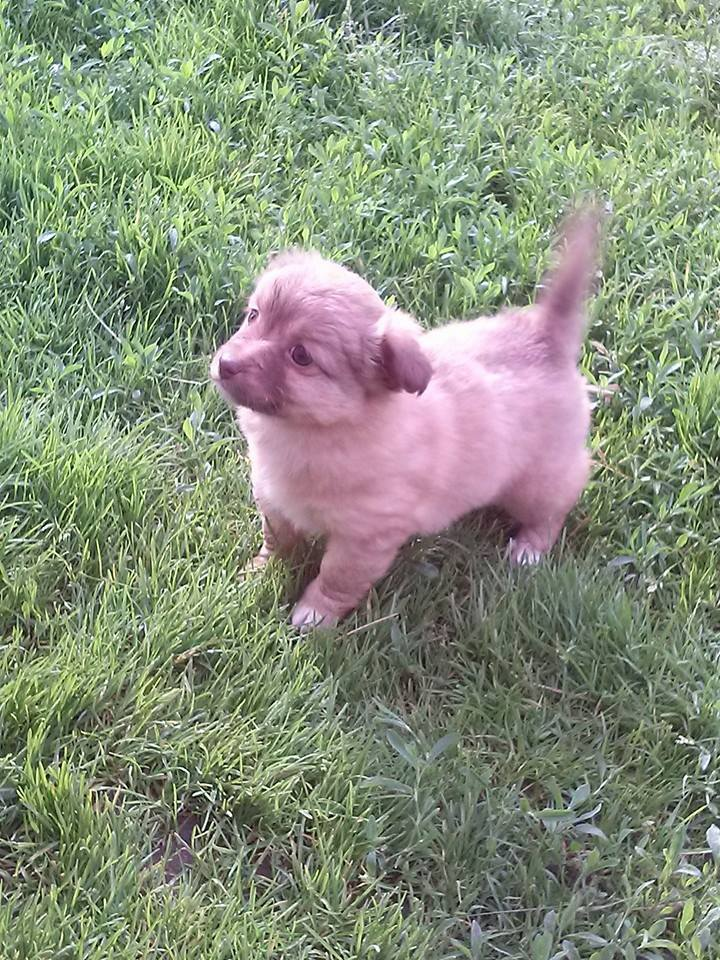
Chó con Spitz Đức
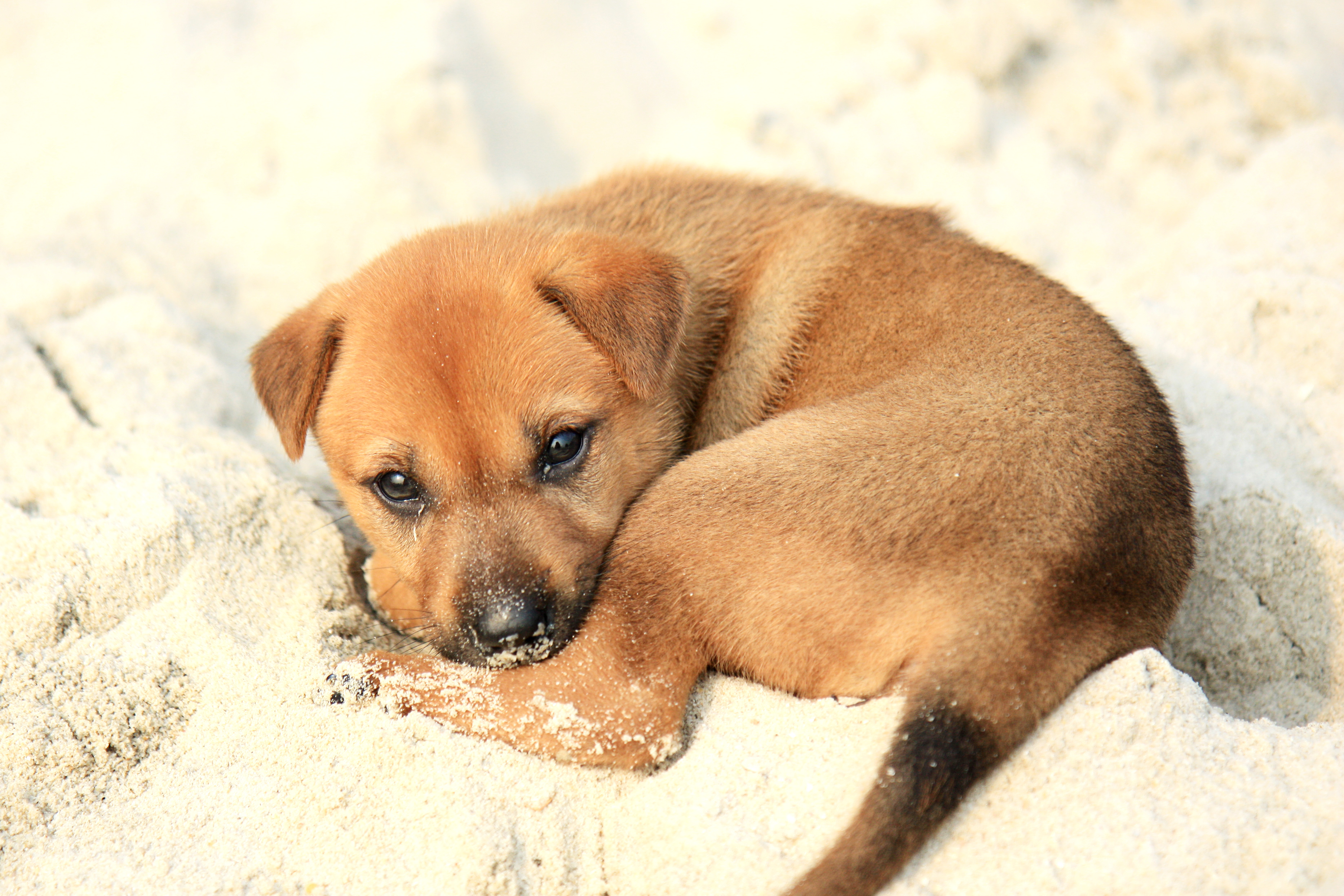
Một chú chó con lai nhỏ trên bờ, trên Vịnh Hạ Long
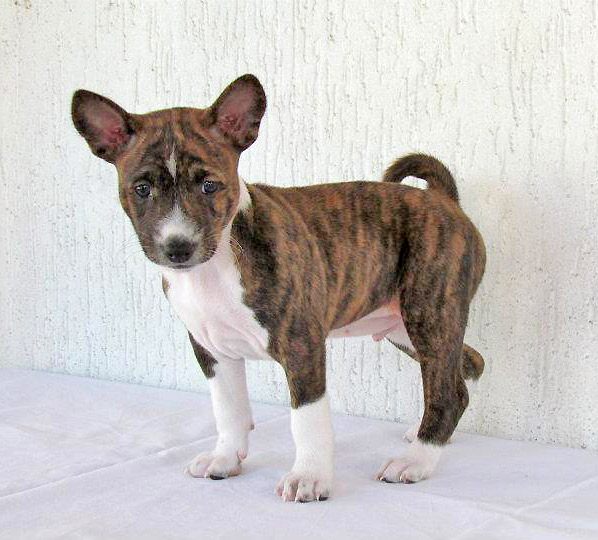
Chó con Basenji
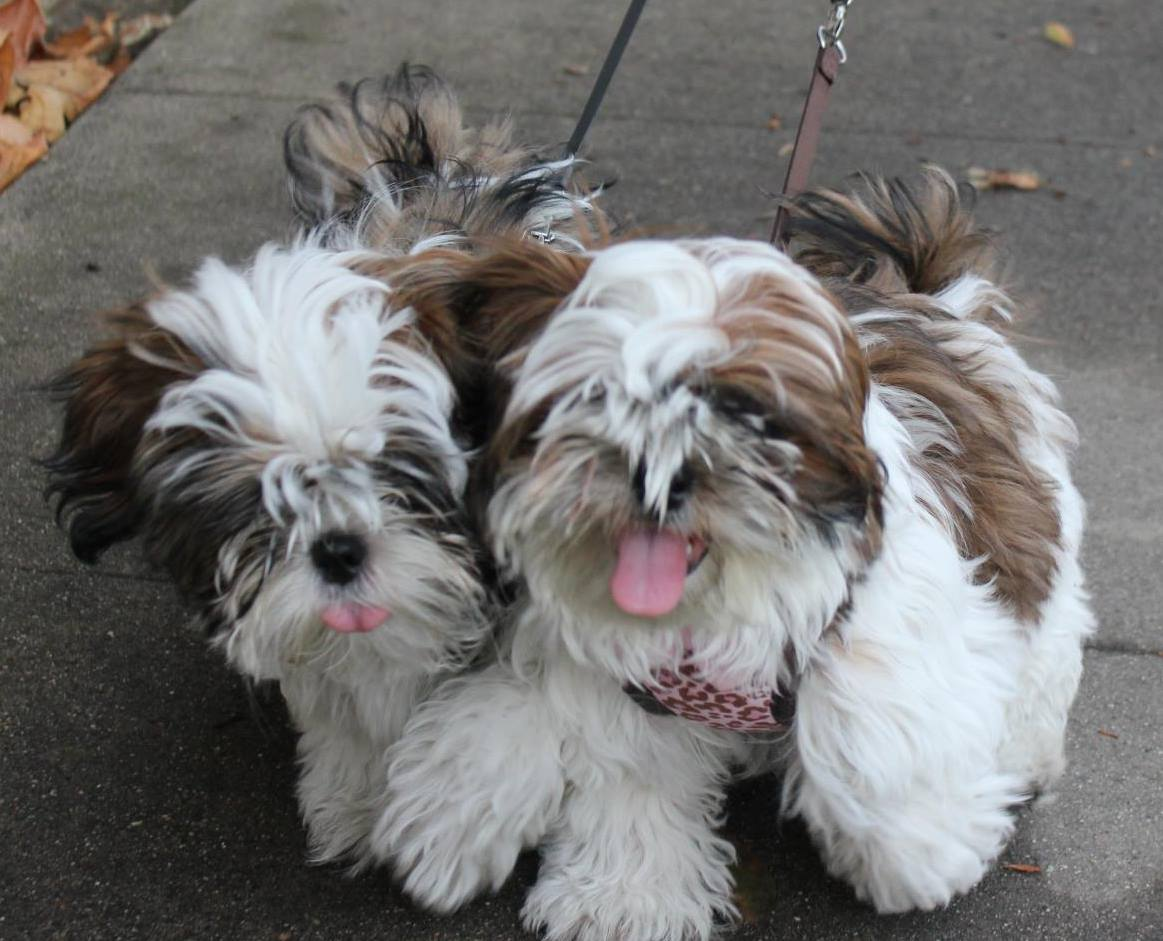
Hai chú cún Shih Tzu

## Liên kết ngoại
- Những giống chó tuyệt vời cho những người nuôi chó lần đầu Lưu trữ ngày 6 tháng 6 năm 2014 tại Wayback Machine từ AKC
- Pháp luật và các quy tắc - Hãy là người bạn tốt nhất của con chó của bạn và là hàng xóm tốt từ AKC